# ニーウ・レッケルラント
ニーウ・レッケルラント（蘭：Nieuw-Lekkerland  発音を聞く）は、オランダ 南ホラント州の基礎自治体（ヘメーンテ）。ライン川支流のレク川左岸（南岸）に位置し、基礎自治体の西端は世界遺産「キンデルダイク・エルスハウトの風車群」で有名。自治体は中世より築造されたアルブラセルワールト干拓地の北西端に位置している。
地名は過去から若干の変遷があり、1280年にはレッケルラント（Leckerlant）という地名であったが、1331年にはニューウェ・レッケルラント（Niewe Leckerland）となり、1930年に現在のニーウ・レッケルラント（Nieuw Lekkerland）となった。レク川沿いの土地というLekkerlandという名称にNieuw（新しい）という接頭語をつけた地名であるが、川の対岸にはOudt-Lekkerland（古いレク川沿いの土地）という名前の地域がかつては存在した（現在はネーデルレク基礎自治体のLekkerkerk地区）。

## 歴史
ローマ帝国の時代、この地は低湿地であった。10世紀頃より農地の開発が始まった。この地域が歴史に初めて登場するのは1325年のことで、アウデ・レッケルラント（現在のネーデルレク基礎自治体Lekkerkerk地区）と初めて区別されて記された。最も古い建築物はスホーネンブルフ城で、周囲は少し高台になっておりアルブラセルワールト干拓地が完工するまでは洪水時の避難場所となっていた。1456年以降、スホーネンブルフ城は放棄され廃墟となった。現在、城のあった場所には教会が建っている。産業は農業、酪農と漁業である。19世紀には造船工場も造られた。1845年には堤防上に教会が建てられ、1915年には給水塔が建造された。

## 行政
ニーウ・レッケルラントには次の2つの地区がある。
- ニーウ・レッケルラント（Nieuw-Lekkerland）
- キンデルダイク（Kinderdijk）

## 観光
- 世界遺産 キンデルダイク・エルスハウトの風車網

## 交通
道路
高速道路 A15 Alblasserdamインターチェンジが至近。
鉄道
自治体内に鉄道路線、駅は存在しない。
バス
基礎自治体役所前バス停へ、ロッテルダム メトロ Zuidplein駅から90系統バス（ユトレヒト中央駅行き）で約50分。ユトレヒト中央駅から90系統バス（ロッテルダム Zuidplein行き）で約1時間10分。